# Bec de coral d'aiguamoll
El bec de coral d'aiguamoll (Estrilda paludicola) és un ocell de la família dels estríldids (Estrildidae).

## Hàbitat i distribució
Habita zones d'herba humida a Nigèria, el Gabon, República del Congo, centre, nord i nord-est d'Angola, República Centreafricana, sud-oest i nord-est de la República Democràtica del Congo, Sudan del Sud, sud d'Etiòpia, Uganda, Ruanda, Burundi i oest de Kenya cap al sud fins Zàmbia i nord-oest i sud de Tanzània.